# Sancho (nome)
Sancho  è un nome proprio di persona spagnolo maschile.

## Varianti
- Femminili: Sancha[1], Sanchia[1]

### Varianti in altre lingue
- Basco: Santxo, Antxo, Antso
- Catalano: Sanç
- Spagnolo medievale: Sans[1]
  - Femminili: Sence[2], Sens[2]
- Tardo latino: Sanctius[1]

## Origine e diffusione
L'origine è dubbia. È possibile che sia un derivato di Sanctius, una forma latina del nome Santo, tesi sostenuta dal linguista basco Koldo Mitxelena.
Tuttavia è anche plausibile che sia derivato da qualche antico nome iberico, di origine forse basca, tesi avvalorata dalla sua diffusione proprio a partire dalla regione della Navarra e dalla sua straordinaria diffusione nei paesi baschi durante l'Alto Medioevo. In tal caso una possibile etimologia potrebbe essere da Zaintsu, "nerboruto" (da zain, "nervo", "vena"), oppure da Antxo, termine che indica il Sambucus ebulus.
Da questo nome deriva il cognome Sánchez.

## Onomastico
L'onomastico si può festeggiare in memoria di più santi, alle date seguenti:
- 11 aprile, beata Sancha del Portogallo, religiosa
- 5 giugno, san Sancho, martire a Cordova sotto i Mori[1][6]
- 26 luglio, beata Sancha I di León, sposa e religiosa
- 21 ottobre, beato Sancho d'Aragona, principe e arcivescovo[7]

## Persone

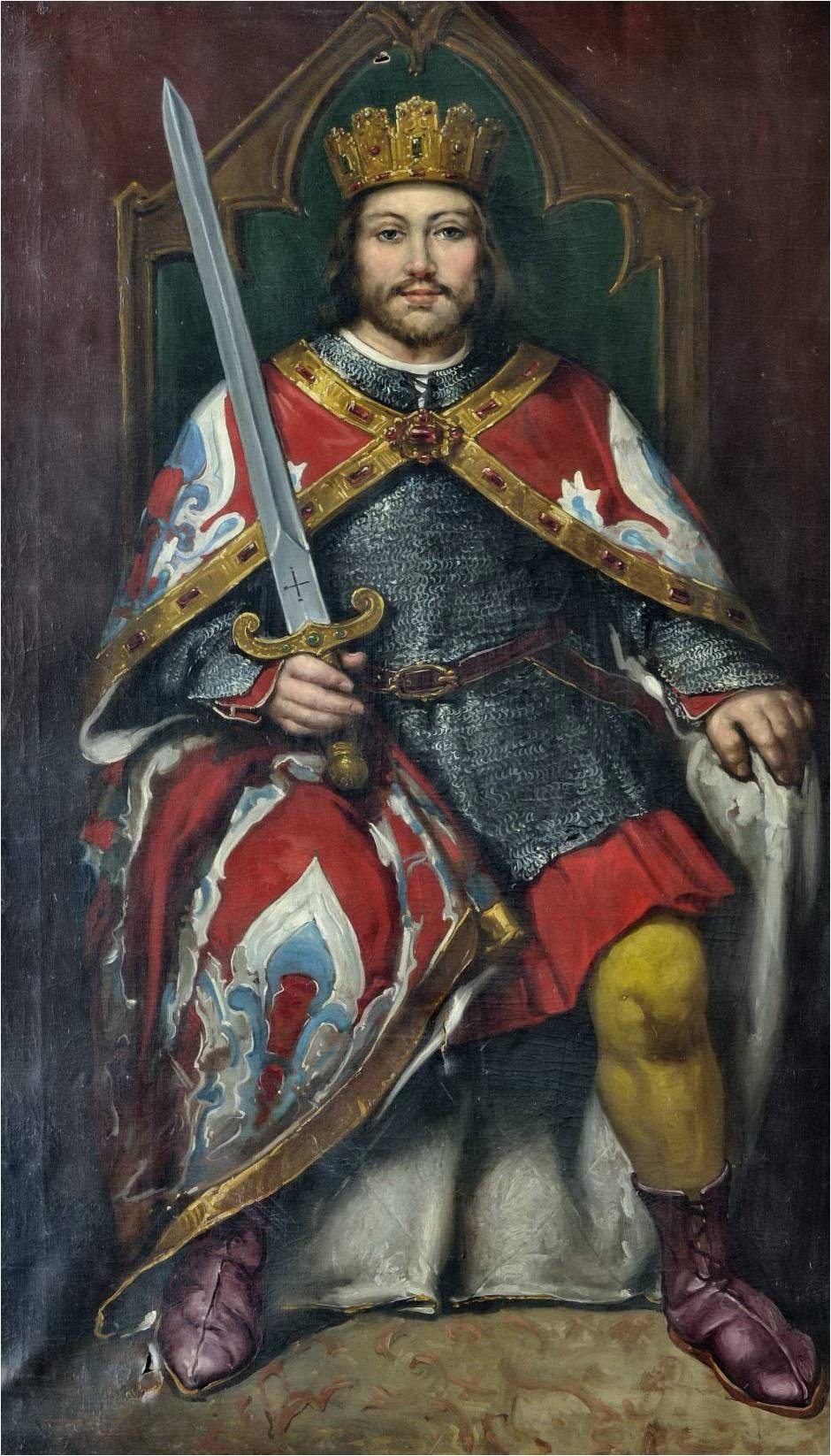
Sancho I di León

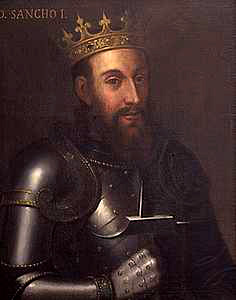
Sancho I del Portogallo

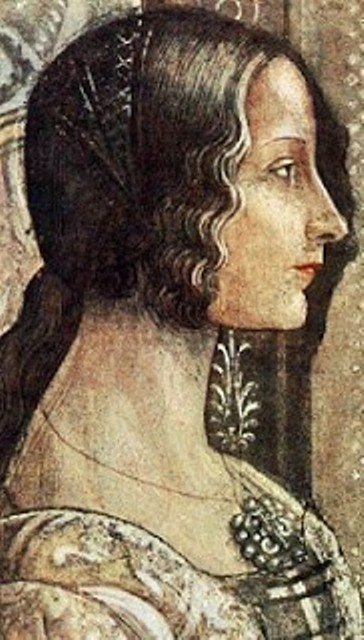
Sancha d'Aragona

- Sancho d'Alburquerque, Infante di Castiglia e conte di Alburquerque
- Sancho d'Aragona, principe e arcivescovo aragonese
- Sancho di Castiglia, principe e arcivescovo castigliano
- Sancho II di Castiglia, re di Castiglia, Galizia e León
- Sancho III di Castiglia, re di Castiglia
- Sancho IV di Castiglia, re di Castiglia e León
- Sancho I di Guascogna, duca di Guascogna
- Sancho II di Guascogna, duca di Guascogna
- Sancho III di Guascogna, duca di Guascogna
- Sancho IV di Guascogna, duca di Guascogna
- Sancho V di Guascogna, duca di Guascogna
- Sancho VI di Guascogna, duca di Guascogna e conte di Bordeaux
- Sancho I di León, re di León
- Sancho I di Maiorca, re di Maiorca, conte di Rossiglione e di Cerdagna e signore di Montpellier
- Sancho VI di Navarra, re di Navarra
- Sancho VII di Navarra, re di Navarra
- Sancho I del Portogallo, re del Portogallo
- Sancho I di Provenza, conte di Provenza e conte di Rossiglione
- Sancho Garcés, conte di Castiglia
- Sancho I Garcés di Navarra, re di Pamplona
- Sancho II Garcés di Navarra, re di Pamplona e conte d'Aragona
- Sancho III Garcés di Navarra, re di Pamplona e conte d'Aragona, conte di Sobrarbe e Ribagorza e conte di Castiglia
- Sancho IV Garcés di Navarra, re di Pamplona
- Sancho de Guevara y Padilla, generale spagnolo
- Sancho Ordóñez, re di Galizia
- Sancho Ramírez di Aragona, re di Aragona e conte di Sobrarbe e Ribagorza

### Variante femminile Sancha
- Sancha d'Aragona, figlia di Alfonso II di Napoli
- Sancha d'Aragona (1186-1241), principessa aragonese, contessa consorte di Tolosa e marchesa di Provenza
- Sancha d'Aragona (1246-1262), principessa e monaca aragonese
- Sancha d'Aragona (1285-1345), principessa di Maiorca e regina consorte del Regno di Napoli
- Sancha di Castiglia, regina d'Aragona
- Sancha Sánchez di Castiglia, principessa castigliana e contessa consorte di Barcellona
- Sancha I di León, regina di León
- Sancha II di León, regina di León
- Sancha di León e Castiglia, regina di Navarra
- Sancha di Navarra, principessa di Navarra
- Sancha Sánchez di Navarra, regina consorte di León, contessa consorte di Álava e contessa consorte di Castiglia
- Sancha del Portogallo, religiosa portoghese
- Sancha di Provenza, contessa consorte di Cornovaglia e regina consorte del re di Germania

## Il nome nelle arti
- Sancio Panza è un personaggio del romanzo di Miguel de Cervantes Don Chisciotte della Mancia, e di tutte le opere da esso tratte.